# Nick Kuipers (1988)
Nick Kuipers (Heemskerk, 12 december 1988) is een Nederlands voormalig profvoetballer die uitkwam voor Telstar.

## Loopbaan
Kuipers begon te voetballen bij amateurclub Hollandia T, en maakte vervolgens de overstap naar het grotere AFC '34. Hier werd hij opgemerkt door profclub Haarlem, dat hem in de jeugdopleiding opnam. In juli 2007 tekende hij een contract bij de jeugdopleiding van FC Utrecht.
De Heemskerker maakte zijn debuut op het hoogste niveau op 30 december 2007, toen hij na 73 minuten inviel voor Loïc Loval in de uitwedstrijd tegen Vitesse. In december 2008 werd bekendgemaakt dat Kuipers voor de rest van het seizoen op huurbasis voor FC Zwolle zal gaan spelen. In het seizoen 2009/2010 kwam hij uit voor FC Dordrecht. Hierna kreeg hij geen profcontract en kwam een seizoen lang uit voor de amateurs van de Topklasseclub IJsselmeervogels, waarmee hij kampioen amateurvoetbal werd. Vanaf het seizoen 2011/12 speelde Kuipers weer een seizoen in het betaalde voetbal bij Telstar. Daarna verliet hij wederom het betaalde voetbal en ging spelen als amateur bij IJsselmeervogels. In 2015 verkaste hij naar Rijnsburgse Boys.